# 足立昌勝
足立 昌勝（あだち まさかつ、1943年4月30日 - ）は、日本の法学者。専攻は近代刑法成立史。関東学院大学名誉教授。東京都出身。

## 略歴
- 1943年4月30日 東京都文京区湯島龍岡町に生まれる[1]
- 1963年4月 中央大学法学部法律学科入学[1]
- 1967年3月 中央大学法学部法律学科卒業[1]
- 1967年4月 中央大学大学院法学研究科修士課程刑事法専攻入学[1]
- 1969年3月 中央大学大学院法学研究科修士課程刑事法専攻修了（法学修士）[1]
- 1969年4月 中央大学大学院法学研究科博士課程刑事法専攻入学[1]
- 1972年3月 中央大学大学院法学研究科博士課程刑事法専攻単位取得退学[1]
- 1972年4月 静岡大学法経短期大学部専任講師（担当：刑法）[1]
- 1973年10月 静岡大学法経短期大学部助教授（担当：刑法）[1]
- 1974年10月 内地研究（東京大学社会科学研究所）（1975年3月まで）[1]
- 1976年8月 在外研究（オーストリア・ウィーン大学）（1977年10月まで）[1]
- 1983年4月 静岡大学法経短期大学部教授（担当：刑法）[1]
- 1990年10月 内地研究（中央大学文学部社会学科）（1991年3月まで）[1]
- 1992年3月 静岡大学法経短期大学部を退職[1]
- 1992年4月 関東学院大学法学部法律学科教授（担当：刑法）[1]
- 1993年4月 関東学院大学評議員・法学部法律学科長（1996年3月まで）[1]
- 1995年4月 関東学院大学大学院法学研究科修士課程法律学専攻指導教授（担当：刑法）[1]
- 1996年4月 学校法人関東学院理事・関東学院大学法学部長（1998年3月まで）[1]
- 1996年4月 学校法人関東学院評議員（1998年3月31日まで）[1]
- 1997年4月 関東学院大学大学院法学研究科博士後期課程法律学専攻指導教授（担当：刑法）[1]
- 1998年4月 関東学院大学法学研究所長（2001年12月5日まで）[1]
- 1998年10月 学校法人関東学院評議員（2009年3月31日まで）[1]
- 2003年8月 在外研究（ドイツ・ミュンヘン）（2004年1月まで）[1]
- 2005年10月 中国山東省山東大学法学院客員教授[1]
- 2006年9月 中国遼寧省遼寧公安司法管理幹部学院客員教授[1]
- 2009年4月 関東学院大学法学部法学科特約教授・大学院法学研究科博士課程法学専攻指導教授（担当：刑法)[1]
- 2014年3月 関東学院大学退職。関東学院大学名誉教授｡
- 2015年9月 救援連絡センター代表就任

## 社会的活動
日本弁護士連合会刑事法制委員会の助言者を務め、神奈川県の市と町の個人情報保護審査会委員を務めている。 
また、2002年5月20日に独立した東ティモールの国立東ティモール大学に法学部を創設する運動を行っている。

## 主な著書
- 『テロ等準備罪」にだまされるな！―「計画罪」は「共謀罪」そのものだ』（三一書房）
- 『Q&A心神喪失者等処遇法』（編著）（現代人文社）
- 『非効率主義宣言』（共著）（萌文社）
- 『近代刑法の実像』（白順社）
- 『警察監視国家と市民生活』（共著）（白順社）
- 『刑法学批判序説』（白順社）
- 『国家刑罰権力と近代刑法の原点』（白順社）
- 『コンピュータ犯罪と現代刑法』（共著）（三省堂）
- 『共謀罪と治安管理社会―つながる心に手錠はかけられない』（社会評論社）